# La Peña (Kolumbia)
La Peña – miasto w Kolumbii, w departamencie Cundinamarca.